# 特雷普雷勒
特雷普雷勒（法語：Tréprel，法語發音：[tʁepʁɛl] ⓘ）是法国卡尔瓦多斯省的一个市镇，属于卡昂区。

## 地理
特雷普雷勒（48°53'51"N, 0°20'48"W）面积5.4 平方千米，位于法国诺曼底大区卡爾瓦多斯省，该省份为法国西北部沿海省份，北濒大西洋英吉利海峡，东北与滨海塞纳省以海上边界相接，东临厄尔省，南至奧恩省，西与芒什省接壤。
与特雷普雷勒接壤的市镇（或旧市镇、城区）包括：博讷伊、勒代特鲁瓦、桑格莱地区皮埃尔菲特、皮埃尔蓬、圣日耳曼朗戈、蓬杜伊。

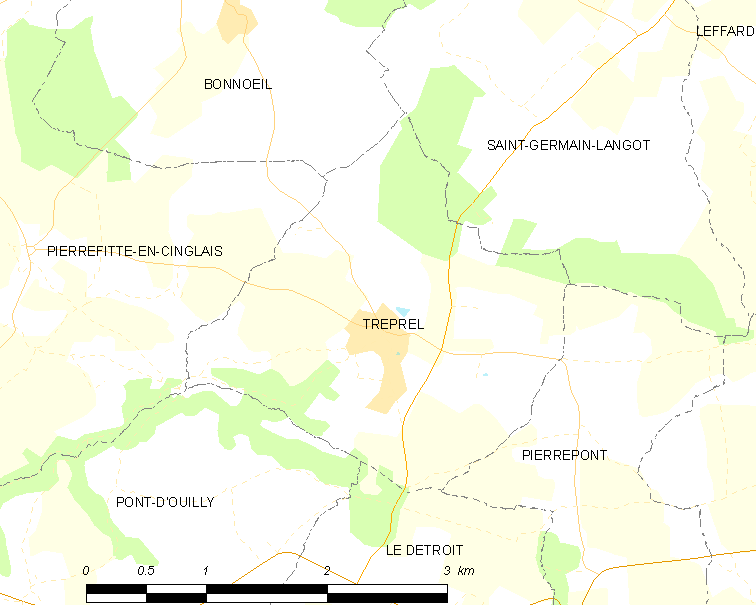
特雷普雷勒的OSM定位图

特雷普雷勒的时区为UTC+01:00、UTC+02:00（夏令时）。

## 行政
特雷普雷勒的邮政编码为14690，INSEE市镇编码为14710。

## 政治
特雷普雷勒所属的省级选区为法莱斯县。

## 人口

1962-2008年间特雷普雷勒人口变化图示

特雷普雷勒于2022年1月1日时的人口数量为109人。